# Jerzy Pławczyk
Jerzy Pławczyk (* 16. April 1911 in Dąbrowa Górnicza; † 16. Januar 2005 in Lambrecht (Pfalz)) war ein polnischer Hochspringer und Zehnkämpfer.
Bei den Olympischen Spielen 1932 in Los Angeles wurde er Siebter im Hochsprung.
1934 gewann er bei den Europameisterschaften in Turin Bronze im Zehnkampf.
Bei den Olympischen Spielen 1936 in Berlin wurde er Neunter im Zehnkampf und kam im Hochsprung auf den 22. Platz.
1938 wurde er bei den Europameisterschaften in Paris Sechster im Zehnkampf.

## Persönliche Bestleistungen
- Hochsprung: 1,96 m, 25. Juni 1932, Warschau
- Zehnkampf: 7552 Punkte, 9. September 1934, Turin